# Witali Alexandrowitsch Tschechower
Witali Alexandrowitsch Tschechower (russisch Виталий Александрович Чеховер) (* 22. Dezember 1908 in Sankt Petersburg; † 11. Februar 1965 ebenda in Leningrad) war ein sowjetischer Schachspieler, -theoretiker und -komponist.

## Schach
|   | a | b | c | d | e | f | g | h |   |
| 8 |   |   |   |   |   |   |   |   | 8 |
| 7 |   |   |   |   |   |   |   |   | 7 |
| 6 |   |   |   |   |   |   |   |   | 6 |
| 5 |   |   |   |   |   |   |   |   | 5 |
| 4 |   |   |   |   |   |   |   |   | 4 |
| 3 |   |   |   |   |   |   |   |   | 3 |
| 2 |   |   |   |   |   |   |   |   | 2 |
| 1 |   |   |   |   |   |   |   |   | 1 |
|   | a | b | c | d | e | f | g | h |   |

Tschechower erhielt 1950 bei der ersten Verleihung den Titel Internationaler Meister für Turnierschach. 1956 wurde er Internationaler Schiedsrichter für Schachkompositionen und 1961 Internationaler Meister für Schachkompositionen. Er war zweifacher Meister des Sports der UdSSR, sowohl im Schach als auch in der Schachkomposition und Autor mehrerer Schachbücher.
Seit 1936 publizierte Tschechower mehr als 100 Studien, 70 davon sind in seinem 1959 erschienenen Sammelband enthalten. Die Systematik in diesem Buch zeigt, auf welchen Gebieten er tätig war: Positionelles Remis, Systematische Bewegung, geometrische Motive, romantische Themen.
Zu Beginn seiner Laufbahn als Studienkomponist überarbeitete er romantische Studien anderer Autoren und strebte danach, sie in eine sparsamere Form zu bringen. Häufig gelang es ihm dabei, den paradoxen Gedanken zu erhalten, nachdem er materialintensive Stellungen vereinfacht hatte, dafür jedoch eine etwas überladene Analyse benötigte.
In der Folgezeit fand er seinen eigenen Stil und komponierte eine Reihe selbständiger Werke.
Zwischen 1947 und 1965 nahm er an der 1. bis 7. Einzelmeisterschaft der Sowjetunion für Schachkomposition teil.
Die Studie rechts wurde vielfach nachgedruckt. Ihre Lösung: 1. Sf4–d5 e3–e2 2. Sd5–c3+ Ka2–b3 3. Sc3xe2 Kb3–c4! 4. Se2–f4!! g7–g5 5. Sf4–e6! g5–g4 6. Se6–g7! f5–f4 7. Sg7–h5 f4–f3 8. Sh5–f6 g4–g3 9. Sf6–e4 g3–g2 10. Se4–d2+ mit Doppelangriff und Remis.

## Privates
Tschechower war Pianist.

## Quelle
- A. E. Karpow (Chefredakteur): Schachmaty enziklopeditscheski slowar. Moskwa, Sowjetskaja enziklopedija, 1990. ISBN 5-85270-005-3.